# 澳景路

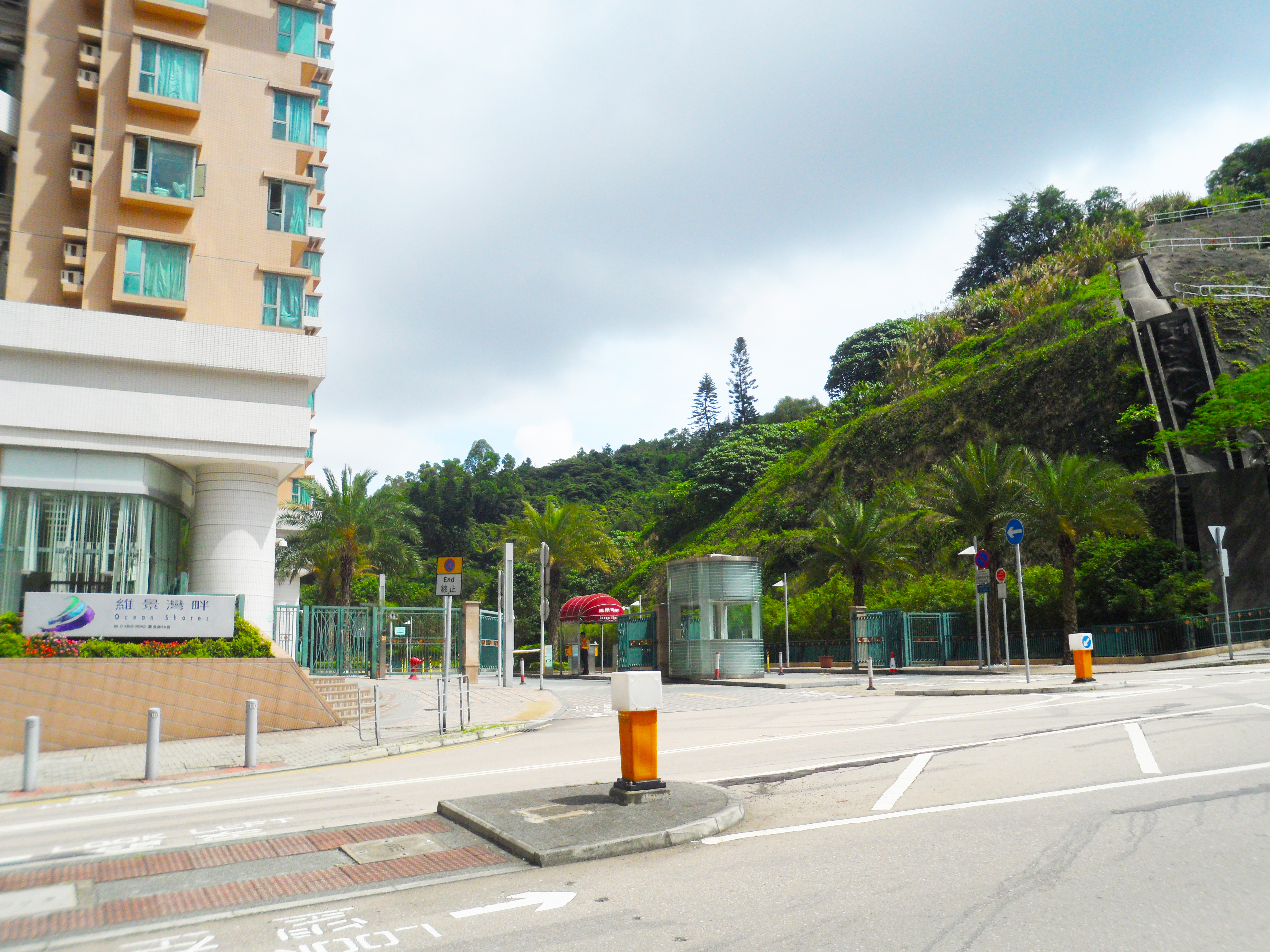
澳景路調景嶺入口

澳景路（英語：O King Road）是香港的一條道路，連接九龍東觀塘區藍田碧雲道，以及位於新界將軍澳新市鎮調景嶺的維景灣畔及翠嶺路，道路沿著照鏡環山和五桂山之間的調景嶺坳修建，全長大約2.3公里。此道路屬私人住宅維景灣畔的非專用通道，並非其私家路。然而，維景灣畔的業權人可以根據有關地契條款，限制非指定人士駕駛車輛（包括單車）使用該非專用通道。
此道路早於維景灣畔興建前的1986年中、末動工興建，並於翌年通車，初時連接藍田（廣田邨）巴士總站及照鏡環山以北的調景嶺寮屋區和紹榮鋼鐵廠。及後，前者於1996年起陸續遷拆，並且發展為新市鎮；而道路盡頭的鋼鐵廠，則重建為高密度私人住宅，九龍出入口向南面的碧雲道移前約150米，以便使用較大空間設立管理設施，沿路亦進行過包括路面擴闊等重修工程，但到目前依然是政府土地。新路面為配合維景灣畔落成，此道路亦被命名為澳景路。

## 沿線建築物
- 維景灣畔
- 善明邨
- 將軍澳跨灣連接路地盤
- 衛奕信徑第三段

## 意外
- 2011年6月，一名中年休班消防員，在澳景路「長命斜」踩單車練氣時，踩2公里到落斜時在彎位失控，高速撼路邊防撞欄後人車分離，凌空頭撼路牌鐵柱爆頭死亡。[5]事後管理公司掛上「警告！此路段不適宜進行單車活動」的紅色警告牌。
- 2016年4月28日清晨，將軍澳調景嶺澳景路維景灣畔對開發生嚴重單車意外，一名年約70至80歲男子被人發現倒臥行車路上，頭部重創，送院搶救後不治。[6]

維景灣畔業主委員會主席，兼西貢區議員陳繼偉稱每年都有人向屋苑索償，加上近年有很多單車人士行經屋苑，但質素不好。在2013年有3000多伙住戶簽名聯署，要求運輸署禁止澳景路進行單車活動，但不獲回應。

## 爭議
2018年12月24日開始，緊急車輛通道（紅磚路）和澳景路之間，在維景灣畔屋苑範圍內的鐵閘落成啟用，鐵閘只供有已登記八達通的住客通過，非屋苑住戶的行人不能往來紅磚路和澳景路。即對東九龍和將軍澳眾多行山、跑步或騎單車的訪客來說澳景路變成掘頭路，不能利用澳景路往來油塘和調景嶺。事件在網上引發爭議，希望政府部門可以釐清路權問題。但地政總署每次的回覆亦不同，其中一些回覆更有自相矛盾的情況。建築測量師姚松炎認維景灣畔建閘的做法違反地契，變相只限住客獨享，政府有權收回該路。

## 鄰近道路
- 翠嶺路
- 彩明街
- 碧雲道

## 圖片集
- 澳景路鄰近維景灣畔路段
- 澳景路的路牌
- 澳景路鄰近善明邨路段
- 澳景路旁側衛奕信徑第三段

## 伸延閲讀
- 香港街道地方指南、香港街道大廈詳圖（通用圖書有限公司出版）
- 【孤島．將軍澳】實試秘道7分鐘出九龍 點解只有私家可享用？ （页面存档备份，存于）

## 外部連結
- 維景灣畔網站 （页面存档备份，存于）